# Johngarthia cocoensis
El cangrejo de cocos (Johngarthia cocoensis) es una especie de cangrejo terrestre de la familia Gecarcinidae.

## Distribución
Es endémico de la Isla Cocos (Costa Rica).